# Tour Basse
La tour Basse (en italien : Torre Bassa) est une tour de guet située à  Magliano in Toscana, (province de Grosseto), en Toscane. Elle se trouve au cœur du parc naturel de la Maremme,.

## Histoire
L'ensemble du territoire, y compris la tour de la Bella Marsilia et la Ferme Collecchio, était contrôlé à l'époque médiévale par les Aldobrandeschi. la tour Basse a été construite au XIIe siècle et a été incorporée au territoire du comté de Santa Fiora lors de la division du territoire à la fin du XIIIe siècle.
Au début du XIVe siècle, la zone fut intégrée au territoire de la république de Sienne et la tour devint la propriété de la famille siennoise Marsili, qui acquit également les droits de possession sur la tour et le domaine voisin.
Depuis lors, les Marsili restent propriétaires de ces possessions pendant une très longue période, même après la chute définitive de l'État siennois et l'incorporation de la zone dans le territoire administré par le grand-duché de Toscane, près de la frontière avec l'État des Présides, une longue période historique comprise entre le milieu du XVIe et le début du XIXe siècle.
Ce n'est qu'au début du XXe siècle que les biens de la famille siennoise passent à la famille Vivarelli Colonna de Pistoia, propriété du domaine agricole Uccellina depuis 2000.